# Max Schüller
Max Schüller  (* 4. Januar 1843 in Molsdorf; † 20. Juni 1907 in Berlin) war ein deutscher Chirurg und Mediziner.
Schüller studierte in Jena und Leipzig und wurde 1869 promoviert. Danach erhielt er eine chirurgische Ausbildung bei Carl Hueter in Greifswald, wo er sich 1876 habilitierte und 1880 Titularprofessor wurde. Ab 1883 war er Leiter der chirurgischen Poliklinik des Vereins für häusliche Gesundheitspflege in Berlin.
Schüller war Autor in der Real-Encyclopädie der gesammten Heilkunde.
Er führte 1881 die erste erfolgreiche Operation der Lageanomalie des Hodens aus.

## Schriften
- Kriegschirurgische Skizzen aus dem Deutsch-französischen Kriege 1870–1871. Hannover, 1871.
- Experimentelle Beiträge zum Studium der septischen Infektion. Leipzig, 1875.
- Über die Lokalbehandlung des chronischen Blasenkatarrhs. Berlin, 1877.
- Experimentelle und histologische Untersuchungen über die Entstehung und Ursachen der skrophulösen und tuberkulösen Gelenkleides, Stuttgart, 1880.
- Die Tracheotomie, Laryngotomie und Exstirpation des Kehlkopfs, in: Deutsche Chirurgie, Band 37, 1880.
- Die chirurgische Anatomie. Berlin, 1885.
- Die Pathologie und Therapie der Gelenksentzündungen, Wien, Leipzig, 1887.
- Allgemeine akute Peritonitis infolge von Perforation des Wurmfortsatzes, Laparotomie und Exzision des Wurmfortsatzes. In: Archiv für klinische Chirurgie, Band 39, 1889, S. 845 ff.
- Gallensteine als Ursache der Darmobstruktion. Straßburg, 1891.
- Eine neue Behandlungsmethode der Tuberkulose, besonders der chirurgischen Tuberkulose. Wiesbaden, 1891.
- Über die Parasiten im Krebs und Sarkom des Menschen. Jena, 1901.
- Parasitäre Krebsforschung und der Nachweis der Krebsparasiten am Lebenden. Berlin, 1903.
- Beiträge zu Albert Eulenburgs Real-Encyclopädie der gesammten Heilkunde. Erste Auflage.
  - Band 8 (1881) (Digitalisat), S. 314–318: Luftfistel